# Étienne-Fjord
Der Étienne-Fjord (französisch Baie Étienne, in Argentinien Fjordo Etienne, in Chile Bahía Etienne) ist eine fjordartige Bucht an der Südseite der Flandernbucht an der Danco-Küste des Grahamlands im Norden der Antarktischen Halbinsel. Auf der Nordseite der Basis der Kiew-Halbinsel liegt sie zwischen der Bolsón Cove und der Thomson Cove.
Die Kartierung der Bucht geht auf Teilnehmer der Vierte Französische Antarktisexpedition (1903–1905) des Polarforschers Jean-Baptiste Charcot zurück. Dieser benannte sie nach dem französischen Politiker Eugène Étienne (1844–1921), Vizepräsident der Chambre des députés von 1902 bis 1904 und Kriegsminister Frankreichs von 1905 bis 1906.